# Osirus Jack
Pour les articles homonymes, voir Jack.
 (février 2025).
Osirus Jack, né le 14 juillet 1995 né à Dakar au Sénégal, est un rappeur franco-sénégalais. Il est membre du collectif 667 (Ligue des Ombres, la Secte ou  Squad), du CFR avec Freeze Corleone et Norsacce ainsi que du Black Pyramids Klan (avec Black Jack et Kaki Santana)[source secondaire nécessaire]

## Biographie

### Jeunesse
Osirus Jack est de nationalité franco-sénégalaise. Il est scolarisé à Dakar au lycée Jean Mermoz  où il rencontre la plupart des membres du 667 dont Freeze Corleone, Norsacce Berlusconi, Zuukou Mayzie mais c’est finalement à Lille qu’il poursuit ses études.

### Carrière musicale
Nibiru, son premier album, sort le 3 mai 2019. Nibiru est rendu disponible une nouvelle fois le 10 avril 2021, sur la majorité des plateformes de streaming musical. 
Le 30 janvier 2022, Osirus Jack annonce la sortie de son album Nouvelle ère pour le 22 février 2022.
Le 24 mai 2024, Osirus Jack publie son album Tsar Noir. Cet album inclut des collaborations avec des artistes tels que Freeze Corleone, Alpha Wann, etc.